# 科爾弗雷德 (亞利桑那州)
科爾弗雷德（英語：Colfred）是位於美國亞利桑那州尤馬縣的一個非建制地區。該地的面積和人口皆未知。

## 地理
科爾弗雷德的座標為32°42′16″N 113°54′06″W / 32.70444°N 113.90167°W，而該地的平均海拔高度為101米（即331英尺）。